# Vorratsschädling
Unter Vorratsschädlingen oder Lebensmittelschädlingen versteht man alle Tiere oder generell Organismen, die von Menschen eingelagerte Nahrungsmitteln verzehren und verunreinigen. Vorrangig sind dies Nagetiere (Ratten, Mäuse) und Insekten. Der Schaden entsteht sowohl durch das Fressen oder den Abtransport eines Teils der Vorräte, als auch durch die Verschmutzung und Kontamination mit Körperabsonderungen (Kot u. a.), durch die auch nicht gefressene Vorräte ungenießbar werden.
Betroffen sind vor allem Grundnahrungsmittel, die in großem Maßstab vorgehalten werden, wie Getreide, Mehl, Kartoffeln und Reis.

## Abgrenzung
Während Vorratsschädlinge an Lebensmittelvorräten fressen, gelten Organismen, die diese lediglich verschmutzen oder dem Menschen gegenüber störend auftreten, wie zum Beispiel Fliegen oder Silberfischchen, als „Hygieneschädlinge“ oder „Lästlinge“.
Sonstige Schädlinge, die an anderen Lagergütern (wie Wolle oder Holz) Schaden anrichten, werden entweder generell als Materialschädlinge bezeichnet, oder speziell nach dem befallenen Material, wie z. B. Holzschädlinge. Es gibt auch die Möglichkeit, Schädlinge nach dem Habitat, welches sie bevorzugen zu bezeichnen, z. B. leben Forstschädlinge häufig im Forst bzw. Wirtschaftswald.

## Wichtige Schadtiere

### Wirbeltiere
- Ratten
- Mäuse

### Gliederfüßer
- Schaben

#### Käfer
- Speisebohnenkäfer
- Brotkäfer
- Gemeiner Speckkäfer
- Getreidekapuziner
- Getreideplattkäfer
- Kräuterdieb
- Kornkäfer
- Maiskäfer
- Mehlwurm (Larve des Mehlkäfers)
- Reiskäfer
- Reismehlkäfer

#### Schmetterlinge
- Dörrobstmotten (Familie der Zünsler)
- Getreidemotten (Familie der Palpenmotten)
- Korkmotten (Familie der Echten Motten)
- Mehlmotten (Familie der Zünsler)
- Mehlzünsler (Familie der Zünsler)
- Aglossa caprealis (Familie der Zünsler)

Diese Arten werden umgangssprachlich als Lebensmittelmotten bezeichnet.

#### Milben
- Vorratsmilben
- Mehlmilbe

## Vorratsschutz
Vorratsschutz ist im deutschen Pflanzenschutzgesetz definiert als der „Schutz von Pflanzenerzeugnissen“, wobei Pflanzenerzeugnisse von Nahrungsmitteln abgegrenzt werden als Erzeugnisse, die „nicht oder nur durch einfache Verfahren, wie Trocknen oder Zerkleinern, be- oder verarbeitet worden sind“. So gelten zum Beispiel Haferflocken als Pflanzenerzeugnis, nicht aber fertige Müslis. Damit fallen Schädlinge an tierischen Erzeugnissen und an verarbeiteten Lebensmitteln nicht unter das Pflanzenschutzgesetz, und es gelten andere gesetzliche Regelungen zum Beispiel bezüglich des Einsatzes von Pflanzenschutzmitteln. Mit der Problematik der Vorratsschädlinge und des Vorratsschutzes befasst sich in Deutschland beim Julius Kühn-Institut das Institut für Vorratsschutz in Berlin.
Schädlingsbefall von Vorratsgebinden und -speichern wie bspw. der Kornkäfer kann unter anderem mit geeigneten Mikrofonen festgestellt werden.